# Karragarra Island
Karragarra Island är en ö i Australien. Den ligger i delstaten Queensland, omkring 39 kilometer sydost om delstatshuvudstaden Brisbane. Arean är 1,3 kvadratkilometer. Den sträcker sig 0,9 kilometer i nord-sydlig riktning, och 2,5 kilometer i öst-västlig riktning.
I omgivningarna runt Karragarra Island växer i huvudsak städsegrön lövskog. Runt Karragarra Island är det glesbefolkat, med 19 invånare per kvadratkilometer. Genomsnittlig årsnederbörd är 1 424 millimeter. Den regnigaste månaden är januari, med i genomsnitt 275 mm nederbörd, och den torraste är oktober, med 21 mm nederbörd.